# Febre aftosa

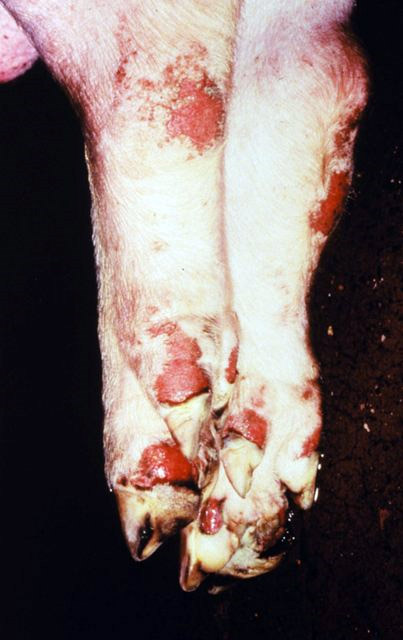
Feridas da doença nos pés de um porco

A febre aftosa (FA, nome em latim Aphtae epizooticae) é uma doença viral altamente contagiosa que afeta animais biungulados, ou seja, animais que possuem dois dedos. Os mais afetados são bovinos de leite e de corte e os suínos.

## História
O vírus causador da febre aftosa foi a primeira espécie de vírus de animais a ser descoberta. Em 1897 Friedrich Loeffler conseguiu passar soro sanguíneo de animais doentes de febre aftosa através de filtros de porcelana com poros de tamanho nanométrico. Sabia-se que esses filtros barravam todos os menores agentes de doença até então conhecidos: as bactérias. No entanto, Loeffler inoculou experimentalmente o filtrado do sangue dos animais com febre aftosa em outros animais susce(p)tíveis sadios e conseguiu reproduzir a doença, cumprindo os postulados de Koch.

## Epidemiologia
A Febre Aftosa é uma doença presente na Europa, Ásia, América do Sul e África. América do Norte, América Central e Oceania estão livres da doença. Os EUA estão livres desde 1922. A Grã-Bretanha foi afetada por uma epidemia entre Fevereiro e Setembro de 2001, com 2030 casos confirmados, tendo que sacrificar cerca de 6 milhões de bovinos, caprinos e ovinos. Houve um enorme impacto sobre a economia do país. As perdas ultrapassaram 6000 milhões de libras esterlinas (12000 milhões de dólares americanos). O último caso confirmado foi em Setembro de 2001, mas houve uma série de falsos alarmes depois disso.

## Etiologia
O vírus da FA pertence ao gênero Aphtovirus da família Picornaviridae. Seu diâmetro varia de 25 a 30 nm aproximadamente e está entre os menores vírus conhecidos. Os vírions apresentam capsídeo de simetria icosaédrica, não envelopados e seu genoma é um RNA de fita única. Quando o vírus se liga a um receptor presente naturalmente na membrana de uma célula de um hospedeiro suscetível, ocorre um invaginamento nessa região e ele é colocado dentro da célula. Sua estrutura proteica desaparece liberando o material genético no citoplasma celular. Os genes do vírus tomam conta da maquinaria metabólica de produção de proteínas da célula e passam a sintetizar as proteínas e os genes. Os genes também codificam a montagem de enormes quantidades de novos vírions e a célula eventualmente morre e se rompe. Isto libera novos vírus que infectam novas células e reiniciam o ciclo. O animal hospedeiro passa a apresentar sinais clínicos da doença e a disseminar novos vírions também para o ambiente.

## Tipos
Existem sete diferentes sorotipos de vírus da Febre Aftosa: O (o mais comum), A, C, SAT (South African Territory)-1, SAT-2, SAT-3 e Ásia–1. Os quatro últimos são considerados exóticos no Brasil.
Os que tem mais influência na América Latina são os sorotipos O, A e C, sendo que os últimos isolamentos no Brasil demonstraram a presença do tipo O.

## Sinais Clínicos
Em geral, os sinais clínicos são severos em bovinos e suínos. Ovelhas e cabras geralmente desenvolvem infecções subclínicas. Animais selvagens podem tanto desenvolver a doença severa e até morrer, como ter infecções subclínicas ou inaparentes. Animais infectados normalmente se recuperam.

## Sintomas
O animal afetado apresenta uma febre alta que diminui após dois a três dias. Em seguida aparecem pequenas vesículas na mucosa da boca, laringe e narinas e na pele que circunda os cascos (e que dão o nome da doença em inglês). Essas vesículas são pequenas bolhas resultantes de células afetadas pela multiplicação dos vírus que se coalesceram. Essas vesículas se rompem e o tecido conjuntivo de sustentação fica à mostra, na forma de ferimentos. O líquido celular rico em novas unidades de vírus é liberado no ambiente quando essas vesículas se rompem. O animal passa a salivar, deixando cair fios de saliva (um quadro comum) e a claudicar, em função dos ferimentos associados às vesículas. O animal deixa de andar e de comer e emagrece rapidamente. As capacidades fisiológicas de crescimento, engorda e de produção de leite são prejudicadas por várias semanas a meses. Animais novos, especialmente bezerros, podem morrer de forma aguda com miocardite derivada da infecção do músculo cardíaco pelo vírus da FA. Para um animal com FA, sua recuperação é o evento mais provável. Isto é, a taxa de letalidade da FA é extremamente baixa. Já a taxa de morbidade é extremamente alta. Isto é, praticamente todos os animais (de espécie de animais suscetíveis) presentes em um rebanho exposto ao vírus serão infectados e mostrarão sinais da FA.
Os animais que se curam tornam-se portadores convalescentes assintomáticos e colocam em risco novamente o rebanho após a perda da imunidade do rebanho (seja derivada da doença ou de vacinação) por nascimento ou por compra de animais suscetíveis.

## Vacinação
Conforme capítulo 8.5 do “Terrestrial Animal Health code” (http://www.oie.int/index.php?id=169&L=0&htmfile=chapitre_1.8.5.htm) da Organização Mundial da Saúde Animal (OIE), os países e regiões (em um mesmo país) podem ser classificados como livres da febre aftosa de acordo com os seguintes status:
a) livre de febre aftosa sem vacinação: país ou zona onde a vacinação não é praticada, mas são cumpridos os requisitos estabelecidos pela OIE, como o estabelecimento de barreiras de proteção do resto do país e dos países vizinhos se eles possuírem um status diferente de saúde animal, a definição rigorosa dos limites da zona livre e a implementação de medidas regulamentares para a detecção precoce, prevenção e controle da febre aftosa;
b) livre de febre aftosa com vacinação: para se qualificar para a inclusão na lista de zonas livres da febre aftosa, com prática da vacinação, um país-membro da OIE deve ter prontidão no controle e registro das doenças animais e fornecer provas documentais de que as medidas regulamentares para a detecção precoce, prevenção e controle da febre aftosa foram implementadas e a vacinação de rotina é realizada.
O não cumprimento dos requisitos estabelecidos pela OIE pode resultar na exclusão do nome de um membro da lista de países ou zonas livres da febre aftosa. Os países-membros devem notificar à OIE, por escrito, em novembro de cada ano que a situação epidemiológica em relação à febre aftosa manteve-se inalterada.
De acordo com Keeling e outros, a estratégia de vacinação contra a Febre Aftosa pode ser feita com duas diferentes abordagens: a vacinação profilática, antes da ocorrência de um surto, e a vacinação reativa, feita após a detecção de um surto. Neste caso, a eliminação do rebanho doente deve ser complementada pela vacinação para proteger os animais sensíveis contra a estirpe do vírus em particular prevalente na área do surto.
Os principais determinantes da eficácia da vacinação profilática são o grau de cobertura da vacinação (a proporção de animais vacinados) e a eficácia (a proporção de animais vacinados que são protegidos).
No caso brasileiro, o artigo 17 do Anexo I da Instrução Normativa n º 44/2007 (http://www.agricultura.gov.br/arq_editor/file/Aniamal/Manual%20de%20Legisla%C3%A7%C3%A3o%20-%20Sa%C3%BAde%20Animal%20-%20low.pdf), determina as seguintes estratégias e sistemática de vacinação obrigatória de bovinos e bubalinos:
a) vacinação semestral de todos os animais em um período de 30 dias contínuos;
b) vacinação semestral de animais com até 24 (vinte e quatro) meses e anualmente para animais com mais de 24 meses de idade, em um período de 30 dias contínuos. Esta estratégia pode ser adotada apenas nos estados onde o registro das propriedades rurais está consolidado e onde tenha sido realizada a vacinação semestral por pelo menos dois anos consecutivos, observando-se um grau de cobertura da vacinação superior a 80%;
No Brasil, somente Santa Catarina é considerado livre de Febre Aftosa sem vacinação. Já os demais estados da Região Sul (Paraná e Rio Grande do Sul), os estados do Acre, Rondônia, Tocantins e Pará na Região Norte, toda a Região Nordeste, toda a Região Sudeste e toda a Região Centro-Oeste são considerados livres de Febre Aftosa com vacinação.
Assim, os circuitos pecuários dos estados do Amapá, Amazonas e Roraima são consideradas zonas de médio risco de ocorrência da febre aftosa, conforme o Ministério da Agricultura. Mesmo sem a ocorrência de focos, essas áreas são consideradas infectadas.
Para que seja requerido o reconhecimento da OIE para os referidos Estados brasileiros, devem ser obtidas, de acordo com as normas do ministério da Agricultura, percentuais de cobertura de vacinação mínimos de 80%.
Em maio de 2014, os 178 países integrantes da Organização Mundial de Saúde Animal (OIE), reunidos durante assembleia mundial, em Paris, na França, declararam erradicada com vacinação a febre aftosa  nos estados de Alagoas, Ceará, Maranhão, Piauí, Pernambuco e na região norte do Pará
Esse reconhecimento da OIE elevou para 210 milhões o total de animais que estão em zonas livres de febre aftosa, o que representa 99% do rebanho nacional de bovinos e bubalinos em 78% do território brasileiro. O próximo passo é alcançar a meta de um país totalmente livre da doença. Para isso o Mapa realiza um trabalho conjunto com os governos estaduais e a iniciativa privada para que Amapá, Roraima e Amazonas também sejam reconhecidos.